# سفارة الولايات المتحدة في سوريا
سفارة الولايات المتحدة الأمريكية في دمشق هي الممثل الدبلوماسي للولايات المتحدة الأمريكية لدى الجمهورية العربية السورية في العاصمة دمشق.

## تاريخ

### التأسيس
أقامت الولايات المتحدة وسوريا علاقات دبلوماسية في عام 1944 عندما اعترفت الولايات المتحدة باستقلال سوريا. ثم في 30 سبتمبر 1952، تمت ترقية الوفد الأمريكي في دمشق إلى مستوى السفارة، مما أدى إلى إنشاء سفارة أمريكية في دمشق رسميًا. تحولت السفارة إلى قنصلية بين عامي 1958 و 1961 عندما كانت سوريا جزءًا من الجمهورية العربية المتحدة. عاد المبنى إلى وضعه السابق كسفارة بعد أن اعترفت الولايات المتحدة مرة أخرى بسوريا في أعقاب انقلاب الانفصال في سوريا.

### تفجير عام 2006
في 12 سبتمبر 2006، تعرضت السفارة الأميركية في دمشق لهجوم من قبل أربعة مسلحين بالبنادق والقنابل اليدوية وسيارة مفخخة (لم تنفجر). ونجحت قوات الأمن السورية في التصدي للهجوم الأمر الذي أدى إلى مقتل ثلاثة مهاجمين وإصابة آخر. وكان من بين القتلى السوريين الآخرين خلال الهجوم حارس أمن حكومي وأحد المارة. وأعلنت الحكومة السورية بشكل علني أن الإرهابيين هم من نفذوا الهجوم. ولم تتلق الحكومة الأميركية تقييماً رسمياً من الحكومة السورية بشأن دوافع الهجوم أو المنظمة التي تقف وراءه، لكن تم تعزيز الإجراءات الأمنية في المنشآت الأميركية. ألقى عماد مصطفى سفير سوريا في واشنطن حينها اللوم على جماعة جند الشام، ألا أن بشار الأسد رئيس سوريا حينها ألقى باللوم على السياسة الخارجية الأميركية في المنطقة باعتبارها ساهمت في الحادث.

### الحرب الأهلية السورية
في عام 2012، انقطعت العلاقات بين سوريا والولايات المتحدة بسبب خلافات مرتبطة بالحرب الأهلية السورية، وتم تعليق عمل السفارة رسميًا في 6 فبراير 2012.  ومنذ ذلك الحين، تقوم سفارة جمهورية التشيك في دمشق ‏ بالكثير من وظائف السفارة الأمريكية.
منذ سقوط نظام الأسد في ديسمبر 2024، كانت الولايات المتحدة على اتصال بالحكومة الانتقالية السورية الجديدة، ولكنها أوضحت أيضاً أنها لا تملك خططاً فورية لإعادة فتح سفارتها في دمشق.
في مارس 2025، نصحت السفارة جميع الموطنين الأميركيين بمغادرة سوريا بسبب تصاعد العنف في البلاد.

## أنظر أيضاً
- سفارة سوريا في واشنطن
- قائمة البعثات الدبلوماسية في سوريا
- قائمة البعثات الدبلوماسية للولايات المتحدة